# Eddie Cibrian
Edward Carl Cibrian (* 16. června 1973, Burbank, Kalifornie, Spojené státy americké) je americký herec, který se proslavil rolemi Cola Deschanela v seriálu Sunset Beach, Russella Varona v seriálu Invaze, Jimmyho Doherty v seriálu Třetí hlídka a Jesseho Cardozy v seriálu Kriminálka Miami.

## Životopis a kariéra
Cibrian je jedináčkem, narozeným v Burbanku v Kalifornii. Jeho matka je Hortensia (rozená Balaguer) a otec Carl, bankéř. Má kubánské kořeny.
Poprvé se na televizních obrazovkách objevil v roce 1993 v roli údržbáře v seriálu Saved by the Bell: The College Years. Následně získal jednu z hlavních rolí v telenovele Mladí a neklidní. Objevil se v seriálech jako Beverly Hills 90210, Sabrina – mladá čarodějnice. Během let 1998 až 2001 byl členem popové skupině 3Deep, společně s hercem a nejlepším kamarádem Joshuou Morrowem a kanadským zpěvákem CJ Huyerem.
V letech 1996 až 1997 hrál hlavní roli Griffa v seriálu Baywatch Nights. Od roku 1997 do roku 1999 hrál hlavní roli v seriálu Sunset Beach. Za roli byl dvakrát nominovaný na cenu Soap Opera Digest Awards. Po skončení seriálu hrál hlavní roli JImmyho Dohertyho v seriálu Třetí hlídka, a to až do roku 2005. V roce 2000 a 2002 byl za roli nominovaný na cenu ALMA Awards. Během let 2005 až 2006 hrál roli Russella v seriálu Invaze. Během let 2009 až 2010 hrál roli Jesseho v seriálu Kriminálka Miami. Menší role si zahrál v seriálech Rizzoli a Isles: Vraždy na pitevně, Nouzové přistání, The Playboy Club, Ošklivka Betty, Myšlenky zločince a Tři kluci a nemluvně. V roce 2016 získal roli Ryana v seriálu Vražedné Miami. V roceá 2018 hrál hlavní roli detektiva Eddiho v seriálu Take Two.

## Osobní život
Během let 1995 až 1997 chodil s herečkou Julianne Morris. V květnu roku 2001 se oženil s Brandi Glanville, bývalou modelkou a hvězdou reality show. Spolu mají dva syny, Masona a Jake. Dvojice se rozešla v červenci 2009 poté, co se zjistila jeho aféra se zpěvačkou LeAnn Rimes. Rozvod se uskutečnil dne 30. září 2010. O aféře a rozvodu napsala Brandi knihu „Drinking and Tweeting“, která se stala Newyorským bestsellerem.
V prosinci roku 2010 bylo oznámeno zasnoubení se zpěvačkou LeAnn Rimes. Dvojice si společně zahrála ve filmu Nora Roberts: Polární záře. Svatební obřad se uskutečnil dne 22. dubna 2011 v jejich domě v Kalifornii.

## Filmografie

### Film
| Rok  | Název                 | Role             | Poznámky |
| ---- | --------------------- | ---------------- | -------- |
| 1998 | Polibek               | masér            |          |
| 1999 | But I'm a Cheerleader | Rock             |          |
| 2001 | Řekni, že to tak není | Jack Mitchelson  |          |
| 2005 | Jeskyně               | Tyler McAllister |          |
| 2009 | Na rozcestí           | Brock Houseman   |          |
| 2012 | Good Deeds            | John             |          |
| 2013 | The Best Man Holiday  | Brian McDonald   |          |
| 2013 | Playing Father        | Clay Allen       |          |
| 2014 | The Single Moms Club  | Santos           |          |

### Televize
| Rok       | Název                                | Role                        | Poznámky                        |
| --------- | ------------------------------------ | --------------------------- | ------------------------------- |
| 1993      | Saved by the Bell: The College Years | Údržbář                     | díl: „Screetch Love“            |
| 1994–1996 | Mladí a neklidní                     | Matt Clark                  | hlavní role, 486 dílů           |
| 1995      | CBS Schoolbreak Special              | Chlapec                     | díl: „Kids Killing Kids“        |
| 1996      | Beverly Hills 90210                  | Casey Watkins               | díl: „Here We Go Again“         |
| 1996      | Sabrina – mladá čarodějnice          | Darryl                      | 2 díly                          |
| 1996–1997 | Baywatch Nights                      | Griff Walker                | hlavní role, 26 dílů            |
| 1997–1999 | Sunset Beach                         | Cole Deschanel/Cole St.John | hlavní role, 369 dílů           |
| 1998      | Sunset Beach: Shockwave              | Cole Deschanel              | TV film                         |
| 1998      | Loganova válka - Čest zavazuje       | Logan Fallon                | TV film                         |
| 1999–2005 | Třetí hlídka                         | Jimmy Doherty               | hlavní role, 101 dílů           |
| 2000      | Na počátku                           | Joseph                      | TV film                         |
| 2001      | Citizen Baines                       | Curtis Daniel               | díl: „A Day Like No Other“      |
| 2003      | The Street Lawyer                    | Michael Brock               | neprodaný televizní pilotní díl |
| 2005      | Tilt                                 | Edward "Eddie" Towne        | hlavní role, 9 dílů             |
| 2005–2006 | Invaze                               | Russell Varon               | hlavní role, 22 dílů            |
| 2006      | Spiknutí                             | agent Daniel Lucas          | hlavní role, 7 dílů             |
| 2007      | Football Wives                       | Jason Austin                | neprodaný televizní pilotní díl |
| 2007      | Myšlenky zločince                    | Joe Smith                   | díl: „Ve jménu krve“            |
| 2007      | Dirty Sexy Money                     | Sebastian Fleet             | díl: „The Game“                 |
| 2007      | Samantha Who?                        | Kevin                       | 2 díly                          |
| 2008      | Ošklivka Betty                       | trenér Diaz                 | vedlejší role, 7 dílů           |
| 2008      | The Starter Wife                     | detektiv Eddie La Roche     | 3 díly                          |
| 2009      | Nora Roberts: Polární záře           | Nate Burns                  | TV film                         |
| 2009      | Washington Field                     | Tommy Diaz                  | neprodaný televizní pilotní díl |
| 2009–2010 | Kriminálka Miami                     | Jesse Cardoza               | hlavní role, 25 dílů            |
| 2010      | Dělat zázraky                        | Buddy Hoyt                  | TV film                         |
| 2010      | Šerifové z Texasu                    | Ben Crowley                 | 3 díly                          |
| 2011      | The Playboy Club                     | Nick Dalton                 | 7 dílů                          |
| 2012      | Rizzoli & Isles: Vraždy na pitevně   | Dennis Rockmond             | 2 díly                          |
| 2012–2013 | For Better or Worse                  | Chris                       | 8 dílů                          |
| 2012      | Nouzové přistání                     | Hasič Sean                  | 2 díly                          |
| 2013      | Notes From Dad                       | Clay Allen                  | TV film                         |
| 2014      | LeAnn & Eddie                        | Sám sebe                    | 8 dílů                          |
| 2015–2016 | Tři kluci a nemluvně                 | Ross                        | 5 dílů                          |
| 2016–2017 | Vražedné Miami                       | Ryan Slade                  | hlavní role, 22 dílů            |
| 2018      | Take Two                             | Eddie Valetik               | hlavní role, 13 dílů            |
| 2021–     | Pohoda v rytmu country               | Beau                        | hlavní role                     |